# Либија на Светском првенству у атлетици на отвореном 2011.
Либија је учествовала на 13. Светском првенству у атлетици на отвореном 2011. одржаном у Тегу од 27—4. септембра. У службеној листи појавио се један такмичар који је учествовао у маратонској трци. Либија раније није била пријављена, па је уврштавањем Либије у списак земаља учесница, списак повећан на 203 земље.
Представник Либије није освојио ниједну медаљу.

## Резултати

### Мушкарци
| Атлетичар           | Дисциплина | Лични рекорд | Група    | Група | Полуфинале | Полуфинале | Финале            | Финале            | Детаљи |
| Атлетичар           | Дисциплина | Лични рекорд | Резултат | Место | Резултат   | Место      | Резултат          | Место             | Детаљи |
| ------------------- | ---------- | ------------ | -------- | ----- | ---------- | ---------- | ----------------- | ----------------- | ------ |
| Али Мабрук Ел Заиди | Маратон    | 2:13:33      |          |       |            |            | Није завршио трку | Није завршио трку |        |